# KSC Lokeren Oost-Vlaanderen
KSC Lokeren was een Belgische voetbalclub uit Lokeren. De fusieclub speelde in het Daknamstadion in Lokeren. De clubkleuren waren wit-zwart-geel en de club droeg stamnummer 282. Sporting Lokeren maakte vooral furore in de zeven seizoenen van midden jaren '70 tot 1982 toen de club zes maal in de top vijf eindigde met driemaal een vierde plaats en een keer vice-kampioen als beste resultaat. Dit leverde de club toen vier keer UEFA-cup voetbal op met enkele historische hoogtepunten zoals de nipte  uitschakeling tegen FC Barcelona in 1976 en de (verloren) kwartfinale tegen AZ'67 in 1981.  
Na een zware terugval in de jaren '90 kende de club na 2010 een korte revival met  twee zeges in de Beker van België, in 2012 en 2014, en drie play-off-1-plaatsen. Lokeren speelde tot seizoen 2018-2019 in de Belgische Eerste Klasse. Op 20 april 2020 werd de club failliet verklaard. Twee dagen erna ging Sporting Lokeren op in een samenwerkingsverband (vzw) met KSV Temse onder de naam KSC Lokeren-Temse.

## Geschiedenis

### Ontstaan

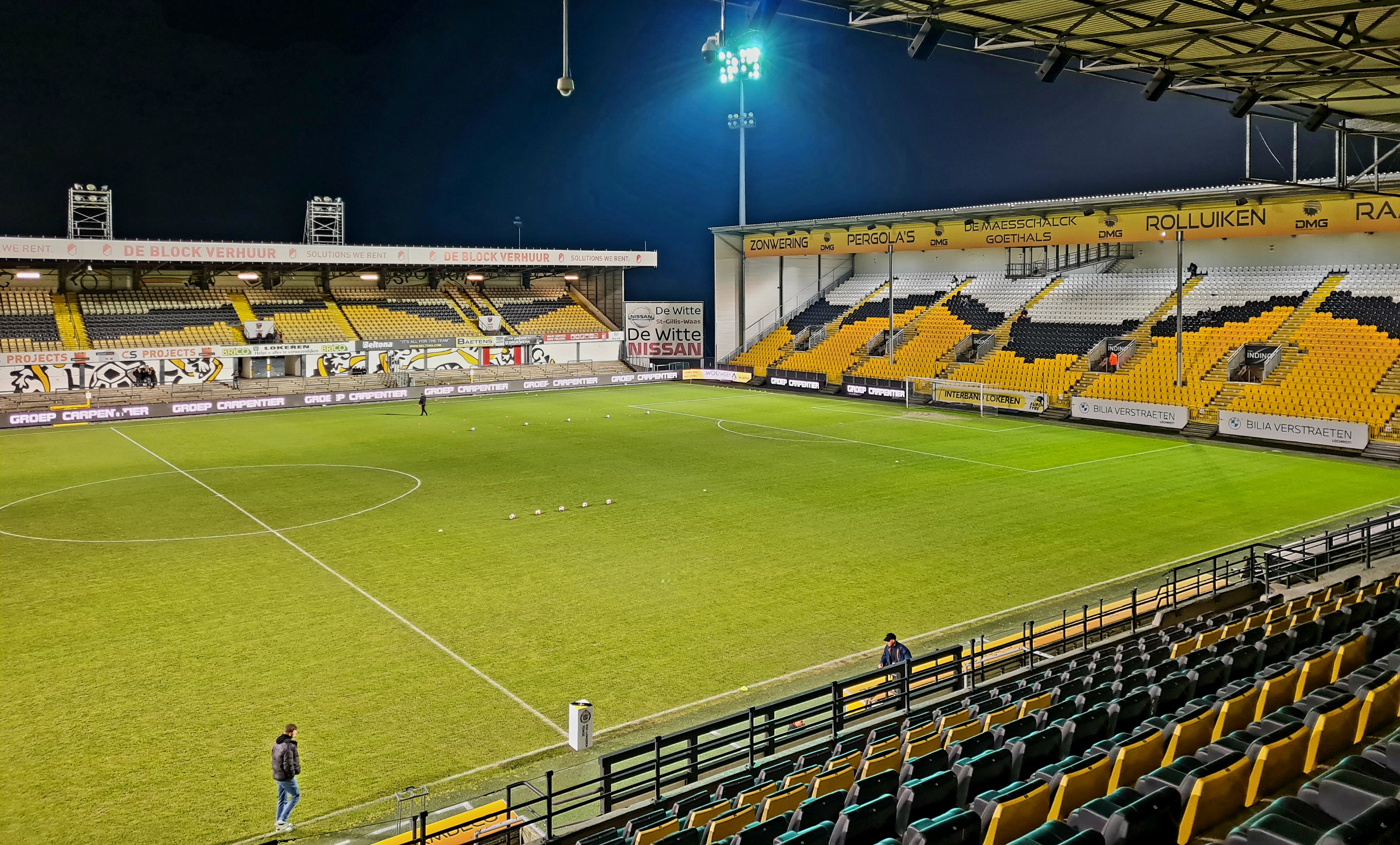
Het Daknamstadion

De Koninklijke Sporting Club Lokeren (KSC Lokeren) ontstond tijdens de Lokerse gemeenteraad van 22 juni 1970 door een fusie tussen twee Lokerse voetbalclubs, met name het ambitieuze maar financieel noodlijdende, van oorsprong katholieke Standaard FC Lokeren (met stamnummer 1783) dat toen in geel-zwarte kleuren in Eerste Provinciale speelde, en het eveneens armlastige, liberaalgezinde Racing Club Lokeren (met stamnummer 282) dat in zwart-witte uitrusting speelde in Bevordering. Het stadsbestuur, onder impuls van burgemeester Robert De Noos en stadssecretaris Albert Vermaere, kocht de voetbalterreinen aan de Lokerhoutstraat (de thuisbasis van Racing Lokeren) en de parochie Kopkapel (van Standaard Lokeren) en deden dienst als jeugdterreinen van de nieuwe club. De fusie kende bij de samensmeltende clubs echter ook tegenstanders. Zij verenigden zich in datzelfde jaar in een nieuwe club, Lokerse SV (Lokerse Sportvereniging), dat zich bij de voetbalbond aansloot met stamnummer 7445 en tot de ontbinding in 1997 (bij de aanleg van het Industrieterrein E17/3) uitkwam in de provinciale reeksen.
De fusieclub, opgericht als vzw, behield het stamnummer van Racing Club Lokeren, speelde in de samengevoegde kleuren wit-zwart-geel wat de club de bijnaam de “tricolores” opleverde. Sporting kreeg haar nieuwe thuishaven in het kleine maar moderne, (neutrale) stedelijke Daknamstadion aan de Daknamstraat waar eerder naast amateurvoetbal (enkel voor brandweer en politie) ook nog windhondenrennen en atletiekwedstrijden hadden plaatsgevonden. Het nieuwe logo, een voetbal op een rooster (een verwijzing naar het stedelijk wapen van Lokeren) omringd door een lauwerkrans van gestileerde eikenbladeren (de eik als symbool voor kracht, onverzettelijkheid, moed), werd ontworpen door Marcel Raemdonck, designer in de textieldrukkerij "Ars et Labor" van Adhemar Goeters. Goeters, oud-voorzitter van Racing Lokeren en stuwende kracht achter de fusie, werd de eerste voorzitter van de nieuwe fusieclub (tot 1976).

### Snelle opmars (1970-1975)
Sporting Lokeren kon meteen rekenen op de gulle financiële steun van enkele lokale zelfstandigen zoals Fiel Laureys, aannemer Gaston Keppens en KMO's van industriëlen zoals Adhemar Goeters en vooral de vermogende plasticfabrikant ('Cobelplast') en mecenas bij uitstek Etienne Rogiers die allen in de Raad van bestuur zetelden. Door een intelligent transferbeleid maakte de fusieclub dan ook snel een steile opmars. Reeds in het eerste seizoen 1970/71, won de club, getraind door gewezen international François De Bruyne, zijn reeks in Bevordering en promoveerde. Het seizoen erop herhaalde de club, onder impuls van tweevoudig Gouden Schoen laureaat en speler-trainer Jef Jurion, dit resultaat en promoveerde naar Tweede Klasse. Na twee seizoenen werd KSC Lokeren daar derde in 1973/74. Naast Jurion kon Sporting toen ook al rekenen op de ervaring en het talent van andere 'grote namen' uit die tijd zoals de A-internationals Wilfried Puis (ex-Anderlecht) en vedette op zijn retour Fernand Goyvaerts (ex-FC Barcelona en Real Madrid). Ook Aimé Antheunis, de latere succescoach van onder meer KRC Genk en Anderlecht, was een vaste waarde in het elftal in Tweede. Dankzij een uitbreiding van de Eerste Klasse van 16 naar 20 teams, mocht Lokeren (na 2-1 winst tegen AS Eupen in de laatste competitiewedstrijd) promoveren en speelde zo in 1974 voor het eerst op het allerhoogste nationale niveau.
Onmiddellijk na de promotie startte de ambitieuze promovendus in het seizoen 1974-75 met (semi-) professionalisering van management en spelerskern en een noodzakelijke kapitaalinjectie van de bestuursleden. Onder leiding van de nieuwe, van Beerschot VAC overgekomen manager Aloïs Derycker kwamen opnieuw een keur van zowel oudere, ervaren zoals Johan De Vrindt (oud-speler van o.a. Anderlecht en PSV) als jonge, talentrijke en toekomstige Rode Duivels (Maurits De Schrijver en René Verheyen) op Daknam terecht. Tijdens de transferperiode werden ook nog de op sportieve revanche beluste Johnny Velkeneers van Club Brugge en de flamboyante maar uitstekende lijnkeeper Bob Hoogenboom van het Nederlandse Ajax aangeworven. Door deze aanzienlijke sportieve (maar dure) kwaliteitsversterking behaalde Sporting, onder het trainerschap van de eveneens nieuw aangetrokken gewezen Tsjecho-Slowaakse topvoetballer Ladislav Novak, in zijn debuutseizoen in eerste klasse een verdienstelijke achtste plaats.

### Gloriejaren (1975-1983)
Dankzij het organisatietalent, de connecties en het scoutingwerk van o.m. Derycker en Fie Laureys, de financiële inbreng van Rogiers en de sportieve leiding van Novak kon KSC Lokeren zich vlot handhaven in Eerste Klasse en nestelde het zich al snel in de subtop. 
Om ook de Europese aspiraties te kunnen waarmaken en de ploeg op een aantal posities gericht te versterken trok Lokeren voor het seizoen 1975-1976 wederom een zorgvuldig geselecteerd gezelschap van talentrijke spelers aan. Naast een aantal erg beloftevolle jongeren zoals Ronny Somers en Raymond Mommens (uit de eigen jeugdopleiding) en de ervaren Bob Dalving werd ook de Poolse A-international en absolute topaanvaller Wlodzimierz Lubanski aangeworven. Sporting kon de klasserijke centrumspits, opnieuw fit na een twee jaren durende revalidatie ten gevolge van een zware meniscusblessure, voor een bescheiden bedrag aankopen omdat Lubanski omwille van zijn sportieve verdiensten voor zijn vaderland zeer uitzonderlijk de toestemming kreeg van het communistische regime in Polen voor een transfer naar het buitenland, op voorwaarde dat het niet naar een Europese topclub (zoals het geïnteresseerde Real Madrid of AS Monaco) zou zijn. Door deze aanzienlijke kwaliteitsinjectie behaalde Sporting Lokeren met een vierde plaats in de eindstand voor het eerst in zijn bestaan een Europees ticket. 
Nadat Sporting, in het tussenseizoen versterkt met Rode Duivel Roger Henrotay en met chemiereus Dow Chemical (met het blauwe ruitvormige logo) als nieuwe shirtsponsor, nog steeds o.l.v. trainer Novák in het seizoen 1976/77 in de eerste ronde het Luxemburgse Red Boys Differdange had geëliminieerd, strandde Sporting in de tweede ronde van de UEFA Cup tegen het roemrijke FC Barcelona van Rinus Michels met de Nederlandse voetballegendes Johan Cruijff en Johan Neeskens. Na een heroïsch duel in een sfeervol, tot de nok gevuld Daknamstadion (18.000 toeschouwers) won Sporting Lokeren op 4 november 1976, de cruciale terugwedstrijd met 2-1. KSC verloor eerder de heenmatch in Nou Camp met 2-0. In de competitie behaalde Sporting een zeer verdienstelijke vijfde plaats maar die gaf toen geen recht op Europees voetbal.  
Ondanks de nagenoeg ongewijzigd gebleven (rijk gevulde) spelerskern ging KSC tijdens het seizoen 1977-1978 compleet de mist in. De nieuwe trainer Han Grijzenhout kwam met zijn harde, strenge aanpak al snel in onmin met de spelersgroep die hem een "te brutale" houding verweten. Grijzenhout werd nog laat in het seizoen ontslagen en opgevolgd door hulptrainer Leon Nollet maar die kon evenmin beletten dat Sporting op een zeer teleurstellende dertiende plaats eindigde. In de Belgische Beker wist KSC zich nog wel op een positieve manier te onderscheiden door op 26 februari '78 voor een vol huis, na een spektaculaire wedstrijd in de kwartfinale, topclub Standard Luik uit te schakelen. Dankzij twee doelpunten van zowel Lubanski als van een uitstekend debuterende, kersverse Deens A-international Preben Larsen slaagde Sporting er in om een 0-3 achterstand nog om te buigen in een 5-3 voorsprong. Met de aankoop van de beloftevolle maar nukkige spits op overschot bij de reserven van FC Keulen haalde Sporting een Europese topspits in huis die als rechtsbuiten erg gewaardeerd werd om zijn snelheid en technisch vermogen. In de Belgische beker werd Lokeren in de halve finale uitgeschakeld door de rivalen van de Wase streekgenoot KSK Beveren.  
In het seizoen 1978-1979 bereikte Sporting, versterkt met de aanvallende middenvelder en toekomstig IJslands international Arnor Gudjohnsen, onder het trainerschap van Urbain Braems een mooie vierde plaats maar dat leverde toen geen Europees voetbal op.

#### Herfst- en vice-kampioen
Het daaropvolgende seizoen 1979/1980 eindigde KSC, in het tussenseizoen versterkt met onder meer international Guy Dardenne en geleid door trainer Urbain Haesaert, opnieuw de vierde plaats nadat het voor de jaarwisseling nog de officieuze titel van herfstkampioen had binnen gehaald. Na een uitstekende heenronde speelde Sporting na de winterstop,  als gevolg van de (langdurige) blessures van sterkhouders Dalving en Lubanski en, volgens Sporting-getrouwen, benadeeld door een aantal dubieuze beslissingen van de arbitrage, een zeer zwakke terugronde.     

Met een plejade van beloftevolle en gerenommeerde buitenlandse internationals zoals Arnor Gudjohnsen (1978-1979) en de zgn. "drie L'en", de Poolse centrumspits Wlodzimierz Lubanski (1975-1982), zijn landgenoot en rechtsbuiten Grzegorz Lato (1980-1982) en het uiterst getalenteerde maar wispelturige "enfant terrible" Preben Larsen, behaalde de club, nog steeds getraind door Haesaert, in 1980/81 zijn beste resultaten. In de UEFA Cup schakelde Lokeren achtereenvolgens Dinamo Moskou, Dundee United en Real Sociedad uit, maar strandde in de kwartfinales tegen een sterk AZ '67 (2-0-verlies uit, 1-0 zege thuis). AZ '67 zou dat jaar voor het eerst in de clubgeschiedenis landskampioen worden in de Nederlandse Eredivisie, een finaleplaats in de UEFA Cup halen en de KNVB-Beker winnen. Ook in de 

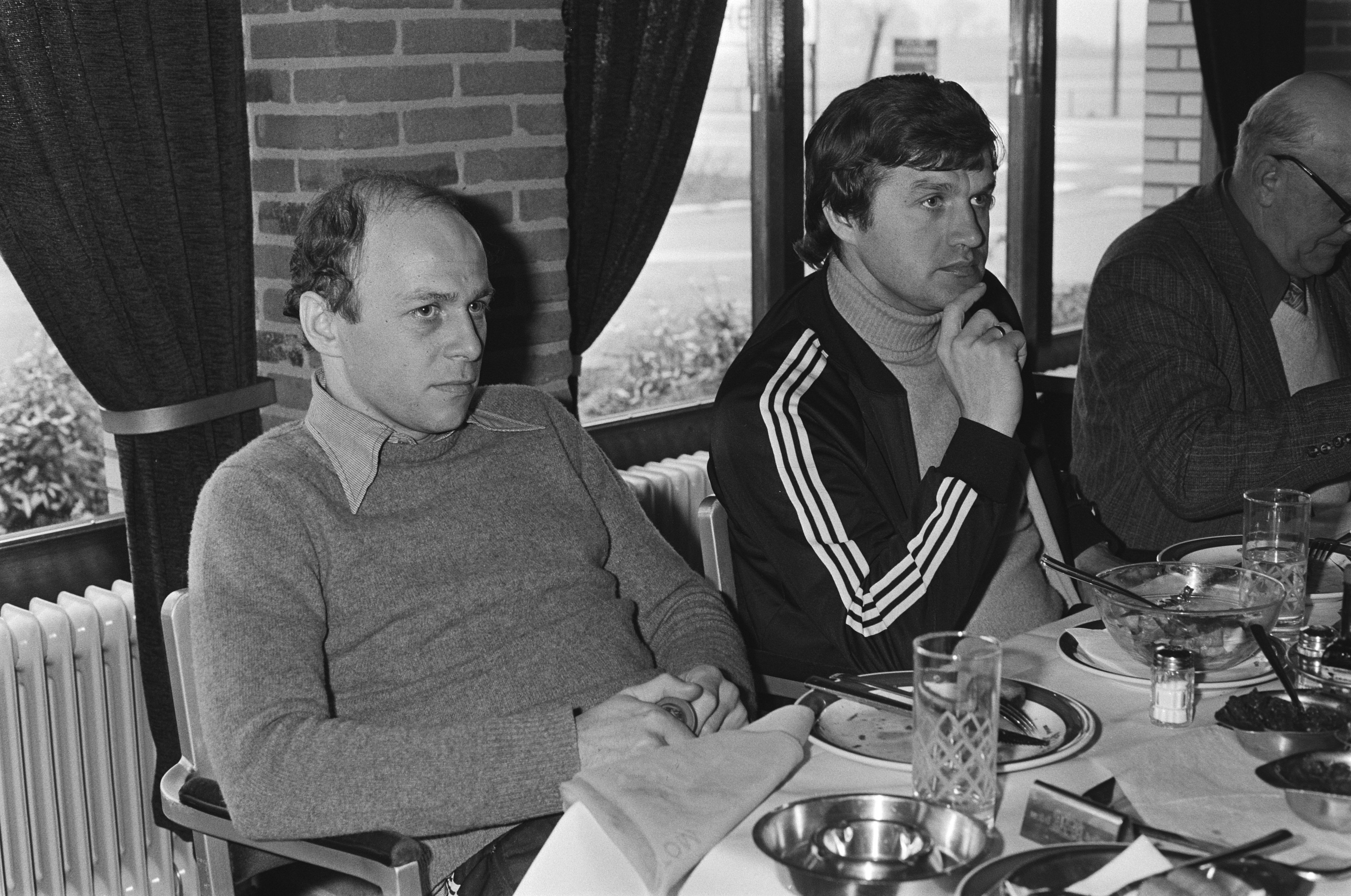
Sporting Lokeren in Nederland, Europacup-III wedstrijd tegen AZ67, Lato (links) en Lubanski (rechts) tijdens lunch na aankomst in Nederland

                                                                   competitie speelde Lokeren sterk en werd vicekampioen, echter op ruime afstand van landskampioen RSC Anderlecht. Ook in de Beker van België werden sterke prestaties neergezet. Lokeren bereikte de finale, maar die werd met 4-0 van Standard Luik verloren.

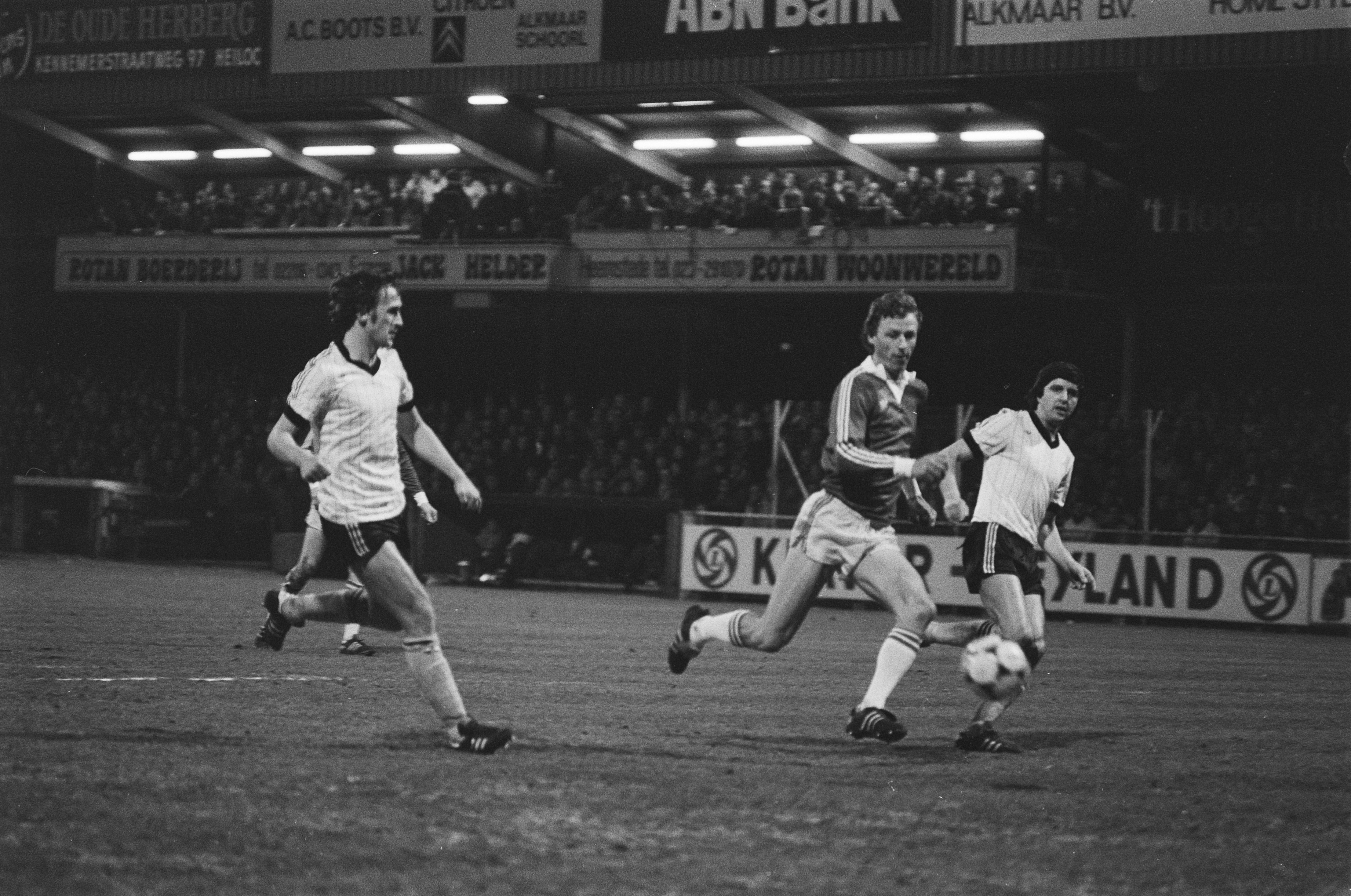
AZ67 tegen Lokeren om Uefacup, 4 maart 1981; Hugo Hovenkamp (AZ67) tussen Sporting-verdedigers Bob Dalving (links) en Karol Dobiaš (rechts)

In het seizoen 81/82 schakelde Lokeren in de UEFA Cup FC Nantes en Aris Saloniki uit om in de derde rond te stranden tegen 1. FC Kaiserslautern. In een competitie werd een vierde plaats behaald, slechts op 4 punten van kampioen Standard Luik. In de Belgische beker raakte men niet voorbij SK Beveren in de kwartfinale (uitgeschakeld na penalty's op 10 maart '82). Door het sportieve succes van Sporting in deze topjaren schopten een aantal Belgische spelers het tot gewaardeerde Rode Duivel zoals Raymond Mommens (EK voetbal-finale van 1980), Maurits De Schrijver en René Verheyen (resp. basisspeler en bankzitter op de openingswedstrijd van het WK van 1982). Eeuwige belofte Eddy Snelders speelde op 14 oktober 1981 (tegen Nederland) zijn enige wedstrijd voor de Belgische nationale ploeg.
Na het vertrek van de Poolse toppers Lato en Lubanski in 1982 trok Sporting ter vervanging de flamboyante maar beloftevolle Nederlandse international René van der Gijp aan. Ondanks de aanwezigheid van een nog aanzienlijk aantal Belgische en buitenlandse internationals zoals Larsen, Gudjohnsen, de in 1981 aangeworven Tsjechoslowaak Karol Dobiaš en de Deen Kim Christofte eindigde KSC, geleid door trainer Robert Waseige, het seizoen 1982/1983 slechts op een ontgoochelende achtste plaats. Het zwaar geblesseerd uitvallen van sterkhouder De Schrijver in het bekerduel thuis tegen RWDM op 27 februari 1983 betekende voor de club echter een langdurige sportieve aderlating. De Lokerse linksachter diende toen na een gevaarlijke tackle van Michel De Wolf, overigens zijn conculega bij de Rode Duivels, met een meervoudige open beenbreuk van het veld te worden gevoerd en kon pas na meer dan twee jaar revalidatie opnieuw terugkeren op het hoogste niveau. Kon Sporting zich in datzelfde seizoen voor de eerste ronde van de UEFA-cup nog moeizaam kwalificeren ten koste van het bescheiden Poolse Stal Mielec dan moest het in de tweede ronde toch ruim zijn meerdere erkennen tegen de Portugese topclub Benfica Lissabon. Om zich te plaatsen voor de finale van de Belgische beker werd in mei 1983 nog de Schotse international James Bett (die reeds in het seizoen 1979-1980 voor KSC uitkwam) opnieuw binnengehaald maar werd de club toch uitgeschakeld door SK Beveren.

### Verval na overlijden mecenas (1984-1994)
Door een falend transferbeleid en verminderde budgettaire mogelijkheden werden de sportieve resultaten in de volgende seizoen steeds minder en Lokeren werd een grijze middenmoter. Na het vertrek van zijn klasrijke en op Daknam erg gewaardeerde titularissen René Verheyen en Bob Dalving, flirtte Sporting in het seizoen 1983-1984, hoewel op papier nog steeds ambitieus, na 25 wedstrijden zelfs even met de degradatie. KSC werd toen geleid door de nieuw aangeworven trainer Dimitri Davidović, die bekend stond om zijn erg gedisciplineerde aanpak en die toch nog kon beschikken over heel wat (dure) vedetten in de kern zoals de van West Ham United overgekomen Rode Duivel coryfee en "Mister Europe" François Van der Elst. Davidovic leefde echter al snel in onmin met een aantal Sporting-iconen zoals Preben Larsen en Bob Hoogenboom die zijn stugge (autoritaire ?) aanpak niet konden waarderen. Sporting presteerde dat jaar zwaar onder de verwachtingen en beëindigde het seizoen op een tiende plaats. Het overlijden van voorzitter en voornaamste geldschieter Etienne Rogiers op 23 mei 1984 betekende daarenboven een zware financiële aderlating voor de club en het einde van een glorierijke periode. Rogiers werd opgevolgd door ondervoorzitter Gaston Keppens die noodgewongen de tering naar de nering moest zetten. De verkoop van topspits Larsen, die dankzij zijn uitmuntende prestaties met Denemarken op het EK '84 een lucratieve transfer naar de Italiaanse middenmotor Hellas Verona kon afdwingen, leverde Sporting onverhoopt de riante som van 50 miljoen Bef (1,25 miljoen Euro) op, waardoor de club (voorlopig) niet meer in acute financiële nood verkeerde.    
Het daaropvolgende seizoen 1984-1985 verliep voor Sporting Lokeren opnieuw dramatisch. Na een sportieve escalatie van opeenvolgende nederlagen door clanvorming, mislukte transfers en misnoegde, op een transfer beluste spelers, werd Davidovic op 4 februari 1985 ontslagen. Hij werd opgevolgd door jeugd- en hulptrainer Aimé Antheunis die meteen twee opeenvolgende overwinningen behaalde. Ook het onverwacht overlijden op 18 juni van dat jaar van manager Aloïs Derycker, die in het verleden bekend stond om zijn neus voor talent en vele geslaagde transfers, was een zware sportieve klap voor Sporting.
Na een moeilijk overgangsseizoen 1985-1986 kende de club onder de sportieve leiding van trainer Aimé Antheunis, met de doorbraak van een nieuwe generatie van talentrijke jongeren zoals de Lokerse broertjes Didier en Dimitri M'Buyu en de Limburgers Patrick en Bruno Versavel, een korte heropflakkering in het seizoen 1986-1987 waarin het met een vierde plaats zelfs opnieuw Europees voetbal afdwong. Maar na een nieuwe uitverkoop van de beste spelers zoals Stephen Keshi, Kari Ukkonen en kersvers Rode Duivel Dimitri M'Buyu verliep het seizoen 1987-1988 o.l.v. de nieuwe trainer, Feyenoord-icoon Wim Jansen, opnieuw barslecht en moest het strijden voor het behoud. Jansen werd na 21 speeldagen ontslagen en opgevolgd door zijn assistent en Sporting-legende Lubanski. In de UEFA-cup werd KSC al na één ronde uitgeschakeld tegen het bescheiden Honved Boedapest uit Hongarije.
Na zes zwakke seizoenen sinds 1988 eindigde KSC Lokeren in het seizoen 1992-1993 als voorlaatste in de competitie waardoor de club na 19 jaar Eerste Nationale opnieuw in Tweede Klasse terechtkwam. Reeds het eerste jaar dwong Lokeren een plaats in de eindronde af, maar een terugkeer naar Eerste Klasse kon nog niet afgedwongen worden. 1994/95 werd een slecht seizoen voor Lokeren. De club kende financiële problemen en eindigde op een dertiende plaats in de staart van de rangschikking.

### Sportieve heropleving met nieuwe geldschieter (1994-2015)

#### Tsjechische connectie levert Belgisch topscorer
Na de overname van de club door bandenmagnaat Roger Lambrecht in 1994 pakte KSC Lokeren in 1996 dankzij enkele sportieve versterkingen op overtuigende manier de titel in Tweede Klasse en kon zo na drie seizoenen terugkeren naar Eerste. De club kon zich de komende seizoen in Eerste weer handhaven als middenmoter. Op aanraden van gewezen hulptrainer en Tsjechische connectie Josef Vacenovsky kwamen in 1996 en 1997 vier Tsjechische spelers op Daknam terecht. Een van hen is de boomlange (2m02) spits Jan Koller, de aanvankelijk houterige spits op overschot bij Sparta Praag, die zich na een maandenlange aanpassingsperiode en intensieve trainingssessies op techniek en soepelheid ontpopte tot een trefzekere aanvaller. Nadat hij in 1999 Belgisch topscorer werd, vertrok Koller voor een recordbedrag van 120 miljoen Belgische frank (3 miljoen euro) - de duurste uitgaande transfer van Lokeren - naar RSC Anderlecht. De zeer lucratieve transfer - Koller werd destijds gratis aangeworven - zorgde ervoor dat voorzitter Lambrecht een deel van zijn eerder gedane investeringen in de club kon recuperen.   
In juli 1998 werd Sint-Niklase Sportkring een satellietploeg van Sporting Lokeren. Kort daarna, in juni 2000, fuseerden beide teams tot Koninklijke Sporting Lokeren Sint-Niklaas Waasland, met het stamnummer en de kleuren van Lokeren. Geleid door trainer Paul Put behaalde de fusieclub een derde plaats in 2002/03 en dwong daardoor opnieuw Europees voetbal af in 2003. Daar ging men na de geslaagde kwalificatieronde tegen Dinamo Tirana er echter in de eerste ronde reeds uit tegen Manchester City FC. Put kon toen een beroep doen op het trio IJslandse internationals Arnar Gretarsson, Runar Kristinsson en Arnar Vidarsson. In 2003 werd Sporting Lokeren Sint-Niklaas Waasland hernoemd naar Sporting Lokeren. De club combineerde goede jaren met mindere jaren, maar bleef over het algemeen een stabiele eersteklasser.

#### Jaren 2010-2015: tweemaal bekerwinst
In het seizoen 09/10 eindigde Lokeren maar net boven de degradatieplaatsen. De club investeerde zwaar in de daaropvolgende transferperiode en haalde onder andere Benjamin De Ceulaer, Sepp De Roover en Koen Persoons. Ook werd coach Peter Maes overgenomen van KV Mechelen. Na een moeilijke seizoensstart in het seizoen 2010/11 bemachtigde de club een vijfde plaats in de reguliere competitie en dwong zo deelname aan play-off 1 af.
Op 24 maart 2012 boekte Lokeren met winst in de Beker van België het tot dan toe grootste succes in de clubgeschiedenis. Nadat Eupen, Westerlo, AA Gent en Lierse werden uitgeschakeld, bereikte Lokeren voor de tweede maal in zijn bestaan de finale van de Beker. Lokeren versloeg hierin KV Kortrijk met 1-0, ondanks de uitsluiting van Benjamin De Ceulaer na 20 minuten. In de 77ste minuut scoorde Hamdi Harbaoui het enige doelpunt. Ook in de competitie waren de resulaten goed. De club streed lang mee voor een plaats in play-off 1, maar eindigde op een achtste plaats.
Door deze bekerwinst kwalificeerde Lokeren zich na negen jaar opnieuw voor Europees voetbal, waarin het uitkwam tegen FC Viktoria Pilsen uit Tsjechië in de laatste voorronde van de Europa League. Lokeren won de thuismatch in het Koning Boudewijnstadion met 2-1 maar verloor in Tsjechië met 1-0. In de competitie dwong Lokeren dat seizoen terug een plaats in play-off 1 af, waar het uiteindelijk zesde eindigde.
In 2014 won Sporting Lokeren voor de tweede maal de Beker van België. Het schakelde eerder ASV Geel, Waasland-Beveren, Westerlo en KV Oostende uit. Het versloeg Zulte Waregem met 1-0. Alexander Scholz scoorde het enige doelpunt in de 58ste minuut. Datzelfde seizoen speelde Lokeren een sterk seizoen in de competitie: het dwong opnieuw een plaats in play-off 1 af en strandde op een vijfde plaats. Toenmalig Lokeren speler Hans Vanaken was dat seizoen een van de uitblinkers en revelaties in de eerste klasse. Hamdi Harbaoui werd dit seizoen topschutter van de competitie met 22 doelpunten voor de club.
Lokeren speelde door deze bekerwinst opnieuw in de Europa League en schakelde in de laatste voorronde Hull City uit.
Het wist zich nadien niet te plaatsen voor de zestiende finales, hoewel het tien punten haalde in een groep met Trabzonspor, Legia Warschau en Metalist Charkov. In de competitie deed Lokeren opnieuw lange tijd mee voor een plaats in play-off 1, maar door mindere resultaten in de laatste 3 wedstrijden (1 gelijkspel en 2 nederlagen) strandde het op een achtste plaats.
In de jaren 2010-2015 was Lokeren een van de stabielste middenmoters in de eerste klasse, maar hierna volgde een keerpunt toen Peters Maes Lokeren verliet om trainer van RC Genk te worden.

### Jaren 2015-2020: terugval, degradatie en teloorgang
Na het seizoen 15/16 en het vertrek van Peter Maes waren de resultaten weer iets minder. Naast de trainer waren er inmiddels heel wat belangrijke spelers van de club vertrokken, zoals Nil De Pauw, Hans Vanaken, Laurens de Bock en Alexander Scholz. Het was intussen duidelijk dat de resultaten behaald onder Peter Maes, namelijk goed meedraaien in de linkerkolom van de competitie, van de voorgaande seizoenen moeilijk te evenaren waren. De resterende 4 seizoenen in eerste klasse zou de club voornamelijk in de rechterkolom van het klassement eindigen. In seizoenen 2015/16 en 2017/18 eindigde de club met een kleine kloof van respectievelijk 5 en 4 punten boven de degradatieplaatsen. Uiteindelijk kon de club in het seizoen 2018/19 de degradatie niet ontlopen en eindigde afgetekend laatste. Na de degradatie kwam de club in financiële problemen en hield uiteindelijk op te bestaan in 2020. Heel wat trainers zouden deze jaren worden aangenomen en ontslagen.
Door de tegenvallende resultaten in het begin van het 2015/16 seizoen werd Bob Peeters na de gewonnen match van 24 oktober 2015 tegen Westerlo op straat gezet. Georges Leekens werd op 25 oktober de nieuwe coach en maakte hiermee zijn derde passage in Lokeren. Hij kreeg op het einde van het seizoen een contractverlenging na het behalen van de elfde plaats, maar kon in het daaropvolgende seizoen de lijn niet doortrekken. In oktober 2016 werd hij ontslagen wegens aanhoudend degradatiegevaar. Een week later werd oud-speler Rúnar Kristinsson aangesteld als hoofdcoach. Lokeren herleefde opnieuw en eindigde voor het tweede opeenvolgende seizoen op een elfde plaats.
Opnieuw was de heropleving van korte duur. In het seizoen 2017/2018 baarde vooral het povere spelniveau meteen zorgen, wat voorzitter Lambrecht ertoe bewoog Runar Kristinsson al na de tweede speeldag aan de deur te zetten. Als vervanger werd Peter Maes aangesteld, de trainer die Lokeren enkele jaren eerder naar de grootste successen uit de clubgeschiedenis had geloodst. Hij werd tijdens het vorige seizoen ontslagen als trainer van KRC Genk, waar hij een kleine twee jaar aan de slag was.
Na een korte heropleving moest Sporting Lokeren tot de voorlaatste speeldag strijden om het behoud. Het eindigde uiteindelijk dertiende.
Ook het daaropvolgende seizoen bracht, ondanks een knappe finaleplaats in play-off 2 op het einde van het voorgaande seizoen, weinig beterschap. Sporting Lokeren startte de competitie met amper 6 punten uit 11 wedstrijden. Na meldingen dat ook de spelersgroep de trainer beu raakte, zette voorzitter Roger Lambrecht - ondertussen reeds 87 - ook Peter Maes aan de deur.
Trond Sollied werd aangesteld als nieuwe trainer met als doelstelling het behoud te verzekeren. De goede resultaten bleven uit en in januari werd ook Trond Sollied ontslagen. Glen De Boeck nam tot het einde van het seizoen over. Op 3 maart 2019 kon Sporting Lokeren, met nog twee speeldagen te gaan, de degradatie niet meer ontlopen en zo verdween Sporting Lokeren na 23 jaar uit de hoogste voetbalklasse.
Eind juni volgde het nieuws dat voormalig spelersmakelaar Louis de Vries Sporting Lokeren had overgekocht van Roger Lambrecht. Hij werd meteen de nieuwe voorzitter.
Dat werd geen succes. In het eerste seizoen in 1B eindigde Sporting Lokeren op de laatste plaats en werd het sportief veroordeeld tot play-downs tegen KSV Roeselare.
Ook grote financiële problemen duiken op. Spelers worden niet betaald en besluiten bepaalde dagen niet meer te trainen. Ook zou er een schuldenpost van minstens vijf miljoen aanwezig zijn. Het faillissement loerde om de hoek en Sporting Lokeren werd op 20 april 2020 bankroet verklaard.  Op 22 april 2020 werd bekend dat Sporting Lokeren zou gaan fuseren met KSV Temse. Eerdere fusieplannen met KVV Zelzate en VW Hamme strandden. Hierdoor gaat Temse op Daknam spelen onder de naam KSC Lokeren-Temse.

## Erelijst
Belgisch vicekampioen
tweede (1): 1980/81
Beker van België
winnaar (2): 2012, 2014
finalist (1): 1981
Belgische Supercup
finalist (2): 2012, 2014
Brugse Metten (vriendschappelijke voorbereidswedstrijd)
winnaar (1): 1982
Individuele trofeeën
Twee spelers behaalden een trofee toen ze voor de club speelden:
Topscorer (2)
1999 (Jan Koller)
2014 (Hamdi Harbaoui)
Trofee Raymond Goethals (1)
2012 (Peter Maes)
Guy Thys Award (1)
2012 (Peter Maes)
Trainer van het Jaar (1)
2014 (Peter Maes)

## Resultaten
| Seizoen                                    | Klasse | Klasse | Klasse | Klasse | Klasse | Klasse | Klasse | Reeks                                                    | Punten                                                   | Opmerkingen                                                               |
|                                            | I      | I      | II     | III    | P.II   |        |        |                                                          |                                                          |                                                                           |
| ------------------------------------------ | ------ | ------ | ------ | ------ | ------ | ------ | ------ | -------------------------------------------------------- | -------------------------------------------------------- | ------------------------------------------------------------------------- |
| als KSC Lokeren                            |        |        |        |        |        |        |        |                                                          |                                                          |                                                                           |
| 1970/71                                    |        |        |        |        | 1      |        |        | Vierde Klasse D                                          | 45                                                       |                                                                           |
| 1971/72                                    |        |        |        | 1      |        |        |        | Derde Klasse A                                           | 42                                                       |                                                                           |
| 1972/73                                    |        |        | 8      |        |        |        |        | Tweede Klasse                                            | 31                                                       |                                                                           |
| 1973/74                                    |        |        | 3      |        |        |        |        | Tweede Klasse                                            | 36                                                       |                                                                           |
| 1974/75                                    | 8      | 8      |        |        |        |        |        | Eerste Klasse                                            | 42                                                       |                                                                           |
| 1975/76                                    | 4      | 4      |        |        |        |        |        | Eerste Klasse                                            | 45                                                       |                                                                           |
| 1976/77                                    | 5      | 5      |        |        |        |        |        | Eerste Klasse                                            | 38                                                       |                                                                           |
| 1977/78                                    | 13     | 13     |        |        |        |        |        | Eerste Klasse                                            | 28                                                       |                                                                           |
| 1978/79                                    | 4      | 4      |        |        |        |        |        | Eerste Klasse                                            | 42                                                       |                                                                           |
| 1979/80                                    | 4      | 4      |        |        |        |        |        | Eerste Klasse                                            | 42                                                       |                                                                           |
| 1980/81                                    | 2      | 2      |        |        |        |        |        | Eerste Klasse                                            | 46                                                       |                                                                           |
| 1981/82                                    | 4      | 4      |        |        |        |        |        | Eerste Klasse                                            | 44                                                       |                                                                           |
| 1982/83                                    | 8      | 8      |        |        |        |        |        | Eerste Klasse                                            | 35                                                       |                                                                           |
| 1983/84                                    | 10     | 10     |        |        |        |        |        | Eerste Klasse                                            | 31                                                       |                                                                           |
| 1984/85                                    | 10     | 10     |        |        |        |        |        | Eerste Klasse                                            | 30                                                       |                                                                           |
| 1985/86                                    | 14     | 14     |        |        |        |        |        | Eerste Klasse                                            | 26                                                       |                                                                           |
| 1986/87                                    | 4      | 4      |        |        |        |        |        | Eerste Klasse                                            | 44                                                       |                                                                           |
| 1987/88                                    | 16     | 16     |        |        |        |        |        | Eerste Klasse                                            | 26                                                       |                                                                           |
| 1988/89                                    | 14     | 14     |        |        |        |        |        | Eerste Klasse                                            | 28                                                       |                                                                           |
| 1989/90                                    | 11     | 11     |        |        |        |        |        | Eerste Klasse                                            | 28                                                       |                                                                           |
| 1990/91                                    | 9      | 9      |        |        |        |        |        | Eerste Klasse                                            | 32                                                       |                                                                           |
| 1991/92                                    | 14     | 14     |        |        |        |        |        | Eerste Klasse                                            | 27                                                       |                                                                           |
| 1992/93                                    | 17     | 17     |        |        |        |        |        | Eerste Klasse                                            | 20                                                       |                                                                           |
| 1993/94                                    |        |        | 3      |        |        |        |        | Tweede Klasse                                            | 54                                                       | derde in eindronde met 4 punten                                           |
| 1994/95                                    |        |        | 13     |        |        |        |        | Tweede Klasse                                            | 26                                                       |                                                                           |
| 1995/96                                    |        |        | 1      |        |        |        |        | Tweede Klasse                                            | 79                                                       |                                                                           |
| 1996/97                                    | 12     | 12     |        |        |        |        |        | Eerste Klasse                                            | 38                                                       |                                                                           |
| 1997/98                                    | 6      | 6      |        |        |        |        |        | Eerste Klasse                                            | 52                                                       |                                                                           |
| 1998/99                                    | 5      | 5      |        |        |        |        |        | Eerste Klasse                                            | 57                                                       |                                                                           |
| 1999/00                                    | 10     | 10     |        |        |        |        |        | Eerste Klasse                                            | 47                                                       |                                                                           |
| als Sporting Lokeren Sint-Niklaas Waasland |        |        |        |        |        |        |        |                                                          |                                                          |                                                                           |
| 2000/01                                    | 4      | 4      |        |        |        |        |        | Eerste Klasse                                            | 57                                                       |                                                                           |
| 2001/02                                    | 7      | 7      |        |        |        |        |        | Eerste Klasse                                            | 55                                                       |                                                                           |
| 2002/03                                    | 3      | 3      |        |        |        |        |        | Eerste Klasse                                            | 60                                                       |                                                                           |
| als KSC Lokeren Oost-Vlaanderen            |        |        |        |        |        |        |        |                                                          |                                                          |                                                                           |
| 2003/04                                    | 10     | 10     |        |        |        |        |        | Eerste Klasse                                            | 39                                                       |                                                                           |
| 2004/05                                    | 8      | 8      |        |        |        |        |        | Eerste Klasse                                            | 44                                                       |                                                                           |
| 2005/06                                    | 8      | 8      |        |        |        |        |        | Eerste Klasse                                            | 47                                                       |                                                                           |
| 2006/07                                    | 16     | 16     |        |        |        |        |        | Eerste Klasse                                            | 30                                                       |                                                                           |
| 2007/08                                    | 12     | 12     |        |        |        |        |        | Eerste Klasse                                            | 42                                                       |                                                                           |
| 2008/09                                    | 7      | 7      |        |        |        |        |        | Eerste Klasse                                            | 51                                                       |                                                                           |
| 2009/10                                    | 14     | 14     |        |        |        |        |        | Eerste Klasse                                            | 18                                                       | in play-off II A eindigde Lokeren op de 4e plaats met 6 punten            |
| 2010/11                                    | 6      | 6      |        |        |        |        |        | Eerste Klasse                                            | 31                                                       | na de reguliere competitie eindigde Lokeren op de 5e plaats met 50 punten |
| 2011/12                                    | 8      | 8      |        |        |        |        |        | Eerste Klasse                                            | 44                                                       | In play-off II B eindigde Lokeren op de 4e plaats met 6 punten            |
| 2012/13                                    | 6      | 6      |        |        |        |        |        | Eerste Klasse                                            | 31                                                       | na de reguliere competitie eindigde Lokeren op de 5e plaats met 51 punten |
| 2013/14                                    | 5      | 5      |        |        |        |        |        | Eerste Klasse                                            | 34                                                       | na de reguliere competitie eindigde Lokeren op de 5e plaats met 51 punten |
| 2014/15                                    | 8      | 8      |        |        |        |        |        | Eerste Klasse                                            | 42                                                       | winst play-off II B met 13 punten, verlies finale van KV Mechelen         |
| 2015/16                                    | 11     | 11     |        |        |        |        |        | Eerste Klasse                                            | 34                                                       | In play-off II B eindigde Lokeren op de 2e plaats met 11 punten           |
|                                            | 1A     | 1B     | 1Am    | 2Am    | 3Am    | P.I    | P.II   | Vanaf 2016-17 zijn er 3 nationale en 2 regionale niveaus | Vanaf 2016-17 zijn er 3 nationale en 2 regionale niveaus | Vanaf 2016-17 zijn er 3 nationale en 2 regionale niveaus                  |
| 2016/17                                    | 11     |        |        |        |        |        |        | Eerste Klasse A                                          | 31                                                       |                                                                           |
| 2017/18                                    | 13     |        |        |        |        |        |        | Eerste Klasse A                                          | 31                                                       |                                                                           |
| 2018/19                                    | 16     |        |        |        |        |        |        | Eerste Klasse A                                          | 20                                                       |                                                                           |
| 2019/20                                    |        | 8      |        |        |        |        |        | Eerste Klasse B                                          | 20                                                       | De club werd failliet verklaard.                                          |

### In Europa
KSC Lokeren Oost-Vlaanderen en voorganger KSC Lokeren speelt sinds 1976 in diverse Europese competities. Hieronder staan de competities en in welke seizoenen de club deelnam:
- Europa League (2x)

2012/13, 2014/15
- UEFA Cup (6x)

1976/77, 1980/81, 1981/82, 1982/83, 1987/88, 2003/04
- Intertoto Cup (4x)

1999, 2001, 2002, 2005

## Bekende (oud-)spelers
- Aimé Anthuenis
- João Carlos
- Barry Boubacar Copa
- Bob Dalving
- Tjörven De Brul
- Benjamin De Ceulaer
- Walter De Greef
- Bart De Roover
- Maurits De Schrijver
- Cyriel Dessers
- Filip De Wilde
- Olivier Deschacht
- Johan De Vrindt
- Olivier Doll
- Frédéric Dupré
- Alfreð Finnbogason
- Georgios Galitsios
- Karel Geraerts
- Fernand Goyvaerts
- Arnar Grétarsson
- Arnór Guðjohnsen
- Besnik Hasi
- Marc Hendrikx
- Roger Henrotay
- Bob Hoogenboom
- Pier Janssen
- Chris Janssens
- Jef Jurion
- Suad Katana
- Stephen Keshi
- Jan Koller
- Rúnar Kristinsson
- Preben Larsen
- Grzegorz Lato
- Ivan Leko
- Włodzimierz Lubański
- Ouwo Moussa Maazou
- Marcel Mbayo
- Raymond Mommens
- Killian Overmeire
- Wilfried Puis
- Eddy Snelders
- Remco Torken
- Josef Vacenovský
- Jelle Van Damme
- François Van der Elst
- René van der Gijp
- Ronny Van Geneugden
- Hans Vanaken
- René Verheyen
- Bruno Versavel
- Patrick Versavel
- Danny Veyt
- Arnar Viðarsson
- Zdenko Vukasović
- Daniel Zitka

## Voorzitters
- 1970-1976 Adhemar Goeters
- 1976-1984 Etienne Rogiers
- 1984-1994 Gaston Keppens
- 1994-2019 Roger Lambrecht
- 2019-2020 Louis de Vries[14]

## Trivia
- Midden jaren '70 voetbalde de Belgische schrijver Herman Brusselmans als linksbuiten bij de UEFA-junioren (min 18-jarigen) van Sporting Lokeren. Daar speelde hij onder jeugdtrainer Leon Nollet samen met latere profvoetballers Raymond Mommens, Alex Querter en Marc Verbruggen. De door Sporting van Vigor Hamme overgenomen jonge belofte was technisch sterk en dribbelvaardig maar had naar eigen zeggen een broertje dood aan "trainen en ploeteren in weer en wind op een kille moddervlakte".[15]